# Oligoaeschna pseudosumatrana
Oligoaeschna pseudosumatrana är en trollsländeart som beskrevs av Karube 1997. Oligoaeschna pseudosumatrana ingår i släktet Oligoaeschna och familjen mosaiktrollsländor. Inga underarter finns listade i Catalogue of Life.